# 若泽·萨尔内
若泽·萨尔内（葡萄牙語：José Sarney，1930年4月24日—），1985年至1990年任巴西总统。原名若泽·里瓦马尔·费雷拉·德·阿劳霍·科斯塔（José Ribamar Ferreira de Araújo Costa），1965年改名若泽·萨尔内·德·阿劳霍·科斯塔（José Sarney de Araújo Costa）。

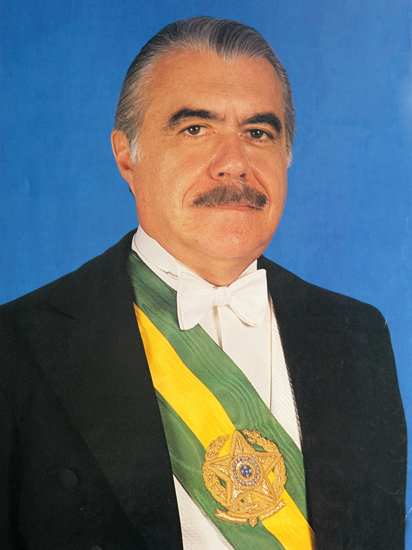
總統任期肖像

生于巴西马腊尼昂皮涅罗，他1956年开始担任联邦众议员，曾4次当选联邦参议员，1985年1月15日当选副总统，同年3月15日因当选总统坦克雷多·内维斯患病，任代总统。4月21日，坦克雷多病逝，萨尔内正式出任总统。萨尔内是巴西由右翼軍政府獨裁時期過渡至民主政治時期的總統，1989年巴西舉行首次民主的總統直選，1990年卸任。1995年至1997年，2003年至2005年，2009年至2013年出任参议院议长。